# Тичко Олексій Миколайович
Олексій Миколайович Тичко (нар. 06.07.1961, помер 19.02.2021) — український поет, поет-пісняр, кліпмейкер, член Національної спілки письменників України.

## Біографія
Народився 6 липня 1961 року в м. Городищі Черкаської області, де й мешкав. Освіта середня спеціальна.
Олексій Тичко також відомий як кліпмейкер. В його творчому доробку близько 200 кліпів.
Помер письменник 19.02.2021 року.

## Творчість
Творчий шлях розпочав у 44 роки. Автор сайту «Натхнення», де нині зареєстровано більше 150 творців сучасної української культури.
В 2011 році вийшла перша поетична збірка «Міжсезоння» (м. Черкаси). Друга збірка «Нерозгадані сни» була видана в 2013 року в м. Кременчук.
Третя збірка поезій «Ілюзії ранньої осені» видана в останні дні 2017 року (м. Черкаси, видавництво «ІнтролігаТОР»)
Долучався до створення п'ятнадцяти колективних збірок.
Автор сорока пісень, які виконуються на професійній і аматорській сцені у співпраці з Оксаною Первовою-Рошкою, Віктором Охріменком, Йорданою Дранчук, Володимиром Сірим, Володимиром Градоблянським, Ярославом Чорногузом.

## Родина
Дружина, Тичко Таїсія Олександрівна; донька, Бернадська Антоніна Олексіївна; син, Тичко Антон Олексійович.

## Твори
Власні збірки
1. «Міжсезоння» (2011)
2. «Нерозгадані сни» (2013)
3. «Ілюзії ранньої осені» (2017)
4. «Гості із стародення» (коротка проза) (2020)

Участь у колективних збірках
1. «Перша поетична збірка» (видавництво «Капелюх», 2009).
2. «На вістрі курсора» — Антологія інтернет-поезії. ТОВ " Редакція журналу «Дніпро», 2010)
3. «Ірпінські поетичні зустрічі» — Альманах, випуск 1 — Тернопіль: Підручники і посібники 2012.
4. «Садок вишневий» (видавництво «ІнтролігаТОП»)
5. «Натхнення» (Кременчук: Видавець ПП Щербатих О.В, 2013.
6. «Апостроф» (м. Черкаси: «ІнтролігаТОП», 2014)
7. «Осінь у камуфляжі» (Кременчук: видавець ПП Щербатих О. В., 2014)
8. «Карнавал поезій» (видавництво: ТОВ Редакція журналу «Дніпро», 2014)
9. «Небесна сотня» (Чернівці «Букрек» 2014)
10. «Оберіг для бійця» (Корсунь-Шевченківський, видавець Гаврищенко 2015)

Журнали, газети
1. «Спадщина Черкащини» (часопис всеукраїнського громадського об'єднання самодіяльних та професійних митців, м. Черкаси, 2009.
2. «Світ дитини» (журнал для дітей молодшого середнього шкільного віку, м. Львів)
3. «Тримай зв'язок» (дайджест дирекції первинної мережі, № 3)
4. «Галичина» (засновники: Івано-Франківська обласна рада і трудовий колектив редакції газети)
5. «Вісник Городищини» (Городищенська районна державна адміністрація)
6. «Літературна Україна» щотижневик, газета письменників України,
7. «Кримська світлиця» всеукраїнська літературно-художня і публіцистична газета,
8. «Холодний Яр» Часопис Черкаської обласної організації Національної спілки письменників України

## Відзнаки
Лауреат міжнародної літературно-мистецької премії імені Пантелеймона Куліша (2019).
Поет став одним із переможців всеукраїнського Інтернет-конкурсу «Чумацьким шляхом». За результатом читацьких симпатій інтернет-сайт «Клуб поезії» одного із найстаріших українських часописів — молодіжного журналу «Дніпро» включав його вірші до двох збірок.